# 3851 Альгамбра
3851 Альгамбра (1986 UZ, 1950 MC, 1960 RA, 1965 CD, 1973 SE4, 1973 ST2, 3851 Alhambra) — астероїд головного поясу, відкритий 30 жовтня 1986 року.
Тіссеранів параметр щодо Юпітера — 3,679.